# Karl Deninger
Karl Julius Deninger (* 18. März 1878 in Mainz; † 15. Dezember 1917 in Italien) war ein deutscher Geologe und Paläontologe.

## Leben
Karl Deninger, Sohn des Mainzer Chemikers Albert Deninger und dessen Ehefrau Elisabeth (geborene Pistor), Enkel des Chemikers und Lederfabrikanten Carl-Franz Deninger und Urenkel des Lederfabrikanten und Abgeordneten Carl Deninger, studierte von 1897 bis 1902 in Freiburg, Zürich und München. Dort wurde er 1902 mit einem Beitrag zur Kenntnis der Molluskenfauna der Tertiärbildungen von Reit im Winkl und Reichenhall zum Dr. phil. promoviert. Mehrere Jahre war er als Assistent am Königlichen Mineralogisch-geologischen Museum und an der Technischen Hochschule zu Dresden sowie am Geologischen Institut der Universität Freiburg tätig. 1907 habilitierte er sich in Freiburg für Geologie und Paläontologie und wurde dort 1912 zum außerordentlichen Professor befördert.
In den Jahren 1902, 1904 und 1905 bereiste Deninger mit Alexander Tornquist Sardinien, um sich vor allem dem Studium des dortigen Jura und der Kreide zu widmen. 1906/07 reiste er zu den Molukkeninseln Buru und Ceram. Als Expeditionsleiter reiste er mit dem Zoologen Erwin Stresemann und einem Freiburger Privatassistenten des Instituts, dem Physiker Odo Deodatus I. Tauern, 1910 bis 1912 erneut zu den Molukken und führte Untersuchungen auf Java, Bali und Ceram durch. Hiervon berichten unter anderem die von Jürgen Haffer veröffentlichten Tagebucheinträge Stresemanns. Stresemann heiratete 1916 Deningers Schwester Elisabeth.
In seiner Lehrtätigkeit bevorzugte Deninger die Paläontologie der Säugetiere, die Urgeschichte des Menschen und die Geologie der Alpen.
Mit dem Beginn des Ersten Weltkriegs zog er als Oberleutnant der Res. beim 3. Badischen Dragonerregiment ins Feld und wurde am 29. September 1914 in Frankreich in der Nähe von Fricourt schwer verwundet. 1915 wurde er zum Rittmeister befördert. Für seine Verdienste auf den Schlachtfeldern in Frankreich, in den Südtiroler Dolomiten, in Mazedonien, in den Waldkarpaten und der Bukowina wurde Deninger mehrfach ausgezeichnet. Er fiel am 15. Dezember 1917 auf dem Italienfeldzug bei der Durchbruchsschlacht am Isonzo durch eine „Granate, die den ganzen Bataillonsstab zerschmetterte“.

## Veröffentlichungen
- Beitrag zur Kenntnis der Molluskenfauna der Tertiärbildungen von Reit im Winkl und Reichenhall. Wolf und Sohnl, München 1902 (München, Univ., Phil. Diss.; aus: Geognost. Jahreshefte, 14, 1901).
- Reisetage auf Sardinien. Kassel und Leipzig, Fischer 1903.
- Die mesozoischen Formationen auf Sardinien. E. Schweizerbart, Stuttgart 1907 (Freiburg i. Br., Phil. Fak., Hab.Schr. von 1907; Sonderdruck aus dem Neuen Jahrbuch für Mineralogie, Beil.-Bd. 23, S. 435–473).
- Zur Stellung des Pithecanthropus erectus Dubois auf Grund der neuesten Resultate. Borntraeger, Berlin 1908. (Sonderabdruck; aus: Zeitschrift für induktive Abstammungs- und Vererbungslehre; 1,1/2, S. 121–124).
- Der westliche Teil von Seran ; nach den Aufnahmen von O. D. Tauern, E. Stresemann und eigenen, mit Benützung einer holländischen Aufnahme des Uligebietes und der von Leutnant 1. Kl. W. K. H. Feiulleteau de Bruin aufgenommenen Route Honiteu-Kairatu. Dr. A. Petermann's Mitteilungen aus Justus Perthes' Geographischer Anstalt; Bd. 61, 1915, Tafel 50.
- Zur Geologie von Mittel-Seran (Ceram). E. Schweizerbart, Stuttgart 1918 (Beiträge zur Geologie von Niederländisch-Indien. 3,2, S. 26–58; Palaeontographica, Suppl. Bd. 4.3).